# Куйвалайнен, Паси
Па́си Ку́йвалайнен (фин. Pasi Kuivalainen; род. 15 июля 1972, Куопио) — финский хоккеист, игравший на позиции вратаря, бронзовый призёр Олимпийских игр 1994 года и серебряный призёр  чемпионата мира 1994 года.

## Карьера

### Клубная
Воспитанник хоккейной школы клуба «КалПа», выступал в его составе в чемпионате Финляндии с 1988 по 1997 годы, в 1996 году участвовал в составе «КалПа» в матче всех звёзд СМ-Лиги. Паси продолжил свою карьеру в команде «Эссят», в 1998 году второй раз принял участие в матче всех звёзд. В сезоне 1999/2000 Куйвалайнен перебрался в клуб «Ильвес Тампере», в составе которого выиграл первый и единственный титул чемпиона Финляндии в сезоне 2002/2003 (провёл 18 игр в регулярном первенстве и две игры в плей-офф). В 2003 году он провёл часть сезона в команде «Таппара», а следующий сезон отыграл в своём бывшем клубе «КалПа», которому помог выиграть вторую лигу Местис и вернуться в СМ-Лигу. После победы в Местисе Куйвалайнен завершил карьеру игрока.

### В сборной
В составе сборной Финляндии Куйвалайнен защищал ворота на чемпионате мира среди молодёжи 1991 и 1992 годов, а также на юношеском чемпионате Европы 1989 года, на котором финны завоевали бронзовые награды. В составе основной сборной Паси сумел завоевать серебряные медали чемпионата мира и бронзовые Олимпийских игр 1994 года.

## Достижения

### Клубные
- 1996: участник матча всех звёзд чемпионата Финляндии
- 1998: участник матча всех звёзд чемпионата Финляндии
- 2003: чемпион Финляндии в составе клуба «Таппара»
- 2004: победитель лиги Местис в составе клуба «КалПа»

### В сборной
- 1989: бронзовый призёр юношеского чемпионата Европы
- 1994: серебряный призёр чемпионата мира
- 1994: бронзовый призёр Олимпийских игр

## Интересные факты
- В команде «КалПа» свитер с номером 1 закреплён за Куйвалайненом.